# Filialkirche Natzing

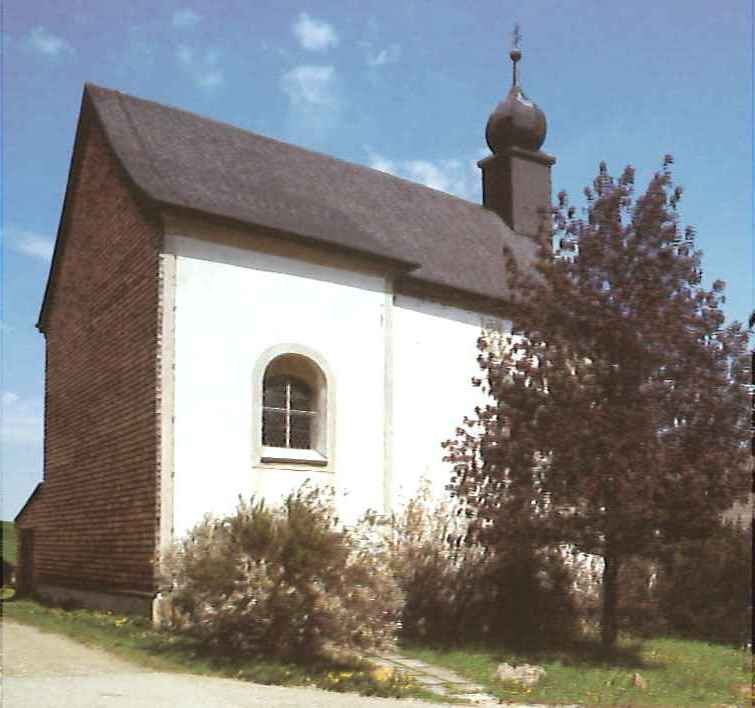
Kath. Filialkirche hl. Nikolaus in Natzing

Die Filialkirche Natzing steht im Ort Natzing in der Gemeinde Dorf an der Pram in Oberösterreich. Die römisch-katholische Filialkirche hl. Nikolaus der Pfarrkirche Pram gehört zum Dekanat Kallham in der Diözese Linz. Die Kirche steht unter Denkmalschutz.

## Architektur
Die einschiffige dreijochige Saalkirche mit einem Stichkappentonnengewölbe hat ein verbreitertes westliches Joch. Der Chor mit abgetreppten Strebepfeilern und einem Dreiachtelschluss zeigt Stuckrahmen um 1600. Der östliche Dachreiter trägt einen Zwiebelhelm.

## Ausstattung
Der Altar und die Kanzel entstanden um 1700.